# وادن‌برخ
وادن‌برخ (به هلندی: Woudenberg) یک منطقهٔ مسکونی در هلند است که در استان اوترخت واقع شده‌است. وادن‌برخ حدوداً ۳ متر بالاتر از سطح دریا واقع شده‌است.